# Siksika 146
Siksika 146 est une réserve autochtone de la nation siksika de la Confédération des Pieds-Noirs située en Alberta au Canada. Elle comprend le lieu historique national Blackfoot Crossing où a été signé le Traité numéro 7 à l'origine des réserves indiennes dans le Sud de l'Alberta.

## Géographie
Siksika 146 est située à 57 km au sud-est de Calgary en Alberta au Canada, à une altitude de 857 m, et couvre une superficie de 659,53 km2, qui en fait la seconde plus grande réserve indienne au Canada après celle de Blood 148 également située en Alberta et faisant également partie de la Confédération des Pieds-Noirs. On y trouve le lieu historique national Blackfoot Crossing.

## Démographie
Le Recensement du Canada de 2006 a recensé une population de 2 767 habitants sur la réserve dont seulement 35 n'avaient pas d'identité autochtone et 55 n'avaient pas le statut d'Indien inscrit. De son côté, le Recensement du Canada de 2011 a recensé une population de 2 972 habitants.